# 弱小马先蒿
弱小马先蒿（学名：Pedicularis debilis）为列当科马先蒿属的植物，为中国的特有植物。分布于中国大陆的云南等地，生长于海拔4,000米的地区，多生长在林缘，目前尚未由人工引种栽培。

## 异名
- Pedicularis debilis Franch. ex Maxim. ssp. debilior Tsoong